# Zaddick Longenbach
Zaddick Xavier Longenbach (Greenawalds, 27 ottobre 1971) è uno schermidore statunitense.

## Palmarès
In carriera ha conseguito i seguenti risultati:
- Giochi Panamericani:

Mar del Plata 1995: argento nel fioretto a squadre.
Winnipeg 1999: argento nel fioretto a squadre e bronzo individuale.